# 反魂香

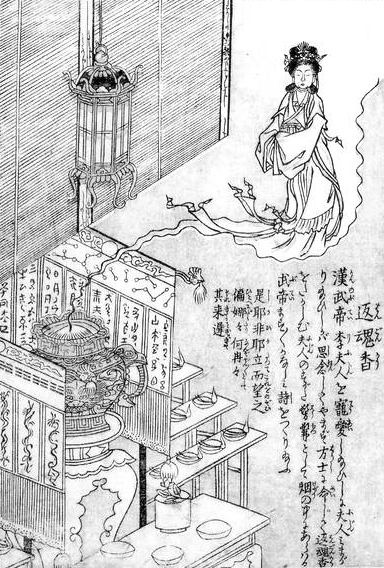
鳥山石燕『今昔百鬼拾遺』より「返魂香」

反魂香、返魂香（はんこんこう、はんごんこう）は、焚くとその煙の中に死んだ者の姿が現れるという伝説上の香。
もとは中国の故事にあるもので、中唐の詩人・白居易の『李夫人詩』によれば、前漢の武帝が李夫人を亡くした後に道士に霊薬を整えさせ、玉の釜で煎じて練り、金の炉で焚き上げたところ、煙の中に夫人の姿が見えたという。
日本では江戸時代の『好色敗毒散』『雨月物語』などの読本や、妖怪画集の『今昔百鬼拾遺』、人形浄瑠璃・歌舞伎の『傾城反魂香』などの題材となっている。『好色敗毒散』には、ある男が愛する遊女に死なれ、幇間の男に勧められて反魂香で遊女の姿を見るという逸話があり、この香は平安時代の陰陽師・安倍晴明から伝わるものという設定になっている。また、落語の「反魂香」「たちぎれ線香」などに転じた。
なお明朝の万暦年間に書かれた体系的本草書の決定版『本草綱目』木之1返魂香では、次のとおり記載されている。
- 按の『内傳』では「西海聚窟州有返魂樹 狀如楓 柏 花 葉香聞百裡 采其根於釜中水煮取汁 煉之如漆 乃香成也 其名有六 曰返魂 驚精 回生 振靈 馬精 卻死 凡有疫死者 燒豆許熏之再活 故曰返魂」 西海聚窟州にある返魂樹という木の香で楓または柏に似た花と葉を持ち、香を百里先に聞き、その根を煮てその汁を練って作ったものを返魂といい、それを豆粒ほどを焚いただけで、病に果てた死者生返らすことができると記述している。
- 張華の『博物志 (張華)（中国語: 博物志 (張華)）』では「武帝時 西域月氏國 度弱水貢此香三枚 大如燕卵 黑如桑椹 值長安大疫 西使請燒一枚辟之 宮中病者聞之即起 香聞百裡 數日不歇 疫死未三日者 熏之皆活 乃返生神藥也返魂香」とあり、武帝の時長安で疫病が大流行していたおり、西域月氏国から献上された香には病人に嗅がせるだけでたちどころにその生気を甦えらせるという効能で知られていたが、上質なものになると死に果てた者でも3日の内であれば必ずこの香で蘇らせることができた[4]と記述されている。ただしこれについて『本草綱目』作者 李時珍は「此説雖渉詭怪 然理外之事 容或有之 未可便指為謬也」と批判している。